# Nekrolog 1684
Nekrolog
◄◄
| ◄
| 1680
| 1681
| 1682
| 1683
| 1684 | 1685 | 1686 | 1687 | 1688 | ► | ►►
Weitere Ereignisse | Allgemeiner Nekrolog 1684
Die Beschreibung der verstorbenen Person sollte so kurz wie möglich gehalten sein und nur deren signifikante Tätigkeit(en) enthalten.
Neue Namen ggf. auch unter dem Geburts- und Sterbedatum, also etwa unter 1. Januar und im Geburts- und Sterbejahr (2024) eintragen (nur bei entsprechender großer Wichtigkeit). Für Beispiele siehe die schon vorhandenen Artikel.
Außerdem über die fünf zuletzt Verstorbenen, zu denen es einen ausreichend guten Artikel für eine Präsentation auf der Hauptseite gibt, nach der todesbedingten Überarbeitung der Artikel ggf. auch unter Wikipedia Diskussion:Hauptseite informieren und sie am besten auch in den anderen Wikipedia-Sprachversionen eintragen. Tipp: Regelmäßig bei news.google.de nach „ist tot“, „gestorben“ oder „verstorben“ suchen.
Wenn eine Person gestorben ist, gibt es viele Seiten zu dieser Person in der Wikipedia, die davon auch betroffen sind und entsprechend aktualisiert werden müssen. Beispiele: Namenübersichtsseite, Geburtsjahr, Geburtsort-Seiten und viele mehr.
Wie finde ich die betroffenen Seiten?
Im Suchfeld auf der linken Seite gibt man den Suchbegriff so ein: „Vorname Nachname“. Dann klickt man auf Volltext und alle Seiten mit entsprechendem Suchtext werden aufgerufen. Hier sieht man dann schnell, wo auch das Todesjahr Sinn macht oder sogar ein Teil des Artikels angepasst werden muss. Auch hilft das „Werkzeug“ auf der linken Seite sehr gut, um solche Seiten aufzufinden: „Links auf diese Seite“. Somit ist die Wikipedia wieder aktuell in allen Bereichen! Hinweis: bei Eintragung der Kategorie „Gestorben JAHR“ wird der Missbrauchsfilter 49 ausgelöst, was jedoch nicht schlimm ist. Siehe: Spezial:Missbrauchsfilter/49
Dies ist eine Liste von im Jahr 1684 verstorbenen bekannten Persönlichkeiten. Die Einträge erfolgen innerhalb der einzelnen Daten alphabetisch sortiert. Tiere sind im Nekrolog für Tiere zu finden.

## Januar
| Tag        | Name                             | Beruf, bekannt als                                                            | Alter | Beleg |
| ---------- | -------------------------------- | ----------------------------------------------------------------------------- | ----- | ----- |
| 2. Januar  | Hermann von Wolffradt            | Kanzler der schwedisch-pommerschen Regierung in Stralsund                     | 54    |       |
| 8. Januar  | Jekutiel Blitz                   | jüdischer Übersetzer                                                          |       |       |
| 11. Januar | Cornelis Speelman                | Generalgouverneur von Niederländisch-Indien (1681–1684)                       | 55    |       |
| 13. Januar | Henry Howard, 6. Duke of Norfolk | englischer Adliger                                                            | 55    |       |
| 14. Januar | Alvise Contarini                 | 106. Doge von Venedig                                                         | 82    |       |
| 15. Januar | Caspar Netscher                  | deutscher Kunstmaler des Barock                                               |       |       |
| 23. Januar | Jan Wijnants                     | niederländischer Maler                                                        |       |       |
| 24. Januar | Girolamo Boncompagni             | italienischer Erzbischof und Kardinal                                         | 61    |       |
| 29. Januar | Benedikt Hopffer                 | deutscher evangelischer Theologe sowie Hochschullehrer und Universitätsrektor | 40    |       |
| 31. Januar | Benedictus de Castro             | Arzt, Autor und Gemeindeführer                                                |       |       |

## Februar
| Tag         | Name                             | Beruf, bekannt als                                                                                 | Alter | Beleg |
| ----------- | -------------------------------- | -------------------------------------------------------------------------------------------------- | ----- | ----- |
| 2. Februar  | Giacomo Rospigliosi              | italienischer römisch-katholischer Kardinal                                                        | 55    |       |
| 6. Februar  | Ernst Bogislaw von Croÿ          | Bischof von Cammin, Statthalter in Pommern                                                         | 63    |       |
| 7. Februar  | Christian Lorentz von Adlershelm | Geheimer Kammerrat des Kurfürsten Johann Georg II. von Sachsen, regierender Bürgermeister Leipzigs | 75    |       |
| 12. Februar | Pietro Andrea Ziani              | italienischer Komponist des Barock                                                                 | 67    |       |
| 20. Februar | Ignace Ardieux                   | Schweizer Missionar in Siam                                                                        |       |       |
| 20. Februar | Joachim Friedrich von Knuth      | deutscher Adelsmann und Provisor des Klosters Malchow                                              |       |       |
| 20. Februar | Roger Pratt                      | englischer Architekt                                                                               |       |       |
| 21. Februar | Hugh May                         | englischer Architekt                                                                               |       |       |
| 22. Februar | Georg Loth der Jüngere           | deutscher Mediziner                                                                                | 61    |       |
| 24. Februar | Henri de La Mothe-Houdancourt    | französischer Bischof                                                                              |       |       |
| 25. Februar | Andreas Hofer                    | Komponist, Hofkapellmeister und Chorregent                                                         |       |       |
| Februar     | Lorenz Gieseler                  | deutscher Arzt                                                                                     |       |       |

## März
| Tag      | Name                              | Beruf, bekannt als                                                              | Alter | Beleg |
| -------- | --------------------------------- | ------------------------------------------------------------------------------- | ----- | ----- |
| 3. März  | Odilia Maria von Efferen          | Lehnsherrin                                                                     |       |       |
| 6. März  | Sebastian Niemann                 | deutscher lutherischer Theologe                                                 | 58    |       |
| 9. März  | Hieronymus Troger                 | Schweizer Benediktinermönch, Abt des Klosters Muri                              | 60    |       |
| 10. März | Johannes Francke                  | deutscher Theologe                                                              | 79    |       |
| 15. März | August Varenius                   | deutscher lutherischer Theologe                                                 | 63    |       |
| 20. März | Claude Bazin de Bezons            | französischer Rechtsanwalt und Politiker                                        |       |       |
| 24. März | Pieter de Hooch                   | holländischer Maler                                                             |       |       |
| 27. März | Matthias von Korff gen. Schmising | Diplomat und Berater des münsterischen Fürstbischofs                            | 63    |       |
| 28. März | John Lambert                      | Politiker und General im Englischen Bürgerkrieg und Commonwealth                | 64    |       |
| März     | Johann Brassart                   | deutscher Stiftsdekan und Weihbischof in Speyer sowie Titularbischof von Daulia |       |       |

## April
| Tag       | Name                                     | Beruf, bekannt als | Alter | Beleg |
| --------- | ---------------------------------------- | --- | ----- | ----- |
| 3. April  | Marc Restout                             | französischer Maler |       |       |
| 5. April  | William Brouncker, 2. Viscount Brouncker | irischer Mathematiker; Gründer und erster Präsident der Royal Society in London                                                      |       |       |
| 5. April  | Karl Eusebius von Liechtenstein          | Fürst von Liechtenstein, legte Grundstein für die liechtensteinischen Kunstsammlungen, Baumeister; Oberlandeshauptmann von Schlesien | 72    |       |
| 8. April  | Payo Enríquez de Rivera                  | Erzbischof von Mexiko und Vizekönig von Neuspanien                                                                                   |       |       |
| 12. April | Georg Hacke                              | deutscher lutherischer Theologe | 57    |       |
| 15. April | Johann Ernst von Pöllnitz                | kurbrandenburger Generalmajor, kurbrandenburger Kammerherr, Gouverneur von Lippstadt                                                 | 65    |       |
| 17. April | Hans von Bodenhausen                     | dänischer Obristwachtmeister zu Pferde                                                                                               | 78    |       |
| 17. April | Wolf Dietrich Arnold von Witzleben       | kursächsischer Beamter | 57    |       |
| 18. April | Gonzales Coques                          | flämischer Maler |       |       |
| 24. April | Rudolf Capell                            | deutscher Pädagoge, Historiker und Philologe                                                                                         | 49    |       |
| 24. April | Johannes Olearius                        | evangelischer Theologe und Kirchenlieddichter                                                                                        | 72    |       |

## Mai
| Tag     | Name                                  | Beruf, bekannt als                                      | Alter | Beleg |
| ------- | ------------------------------------- | ------------------------------------------------------- | ----- | ----- |
| 2. Mai  | Johann Georg Schiebel                 | deutscher Dichter, Philosoph und Theologe               | 27    |       |
| 3. Mai  | Valentin Beselin                      | deutscher Kaufmann und Senator in Rostock               | 55    |       |
| 6. Mai  | Georg Wilhelm                         | deutscher Graf                                          | 47    |       |
| 7. Mai  | Tobias Clausnitzer                    | deutscher Pfarrer und Kirchenliederdichter              | 65    |       |
| 8. Mai  | Henri Dumont                          | wallonischer Komponist des Barock                       |       |       |
| 12. Mai | Edme Mariotte                         | französischer Physiker                                  |       |       |
| 21. Mai | Georg Ulrich Juncker von Oberkunreuth | Zisterzienser und Abt der Klöster Sedletz und Königsaal | 68    |       |
| 24. Mai | Ambrosio Ignacio Spínola              | spanischer Bischof                                      | 52    |       |
| 30. Mai | Sebastian Curtius                     | deutscher Theologe und Geistlicher                      | 63    |       |

## Juni
| Tag      | Name                       | Beruf, bekannt als                                                      | Alter | Beleg |
| -------- | -------------------------- | ----------------------------------------------------------------------- | ----- | ----- |
| 6. Juni  | Johann Jacob Döbel         | deutscher Arzt und Hochschullehrer in Rostock                           | 43    |       |
| 6. Juni  | Johannes Andreas Olearius  | deutscher lutherischer Theologe                                         | 44    |       |
| 6. Juni  | Johann von Spreckelsen     | deutscher Kaufmann und Hamburger Ratsherr                               | 77    |       |
| 7. Juni  | Johann Gorgias             | deutscher Schriftsteller                                                | 44    |       |
| 20. Juni | Thomas Armstrong           | englischer Offizier, Member of Parliament                               | 51    |       |
| 22. Juni | Nikolaus von Sparr         | Ritter des Deutschen Ordens                                             |       |       |
| 24. Juni | Valerius Jasche            | deutscher evangelischer Geistlicher und Schulmann                       |       |       |
| 29. Juni | Jean-Baptiste de Strambino | italienischer römisch-katholischer Geistlicher und Bischof von Lausanne | 62    |       |

## Juli
| Tag      | Name                            | Beruf, bekannt als                        | Alter | Beleg |
| -------- | ------------------------------- | ----------------------------------------- | ----- | ----- |
| 2. Juli  | Josefa de Óbidos                | portugiesische Malerin                    |       |       |
| 4. Juli  | Gottfried Christian Winckler    | deutscher Mediziner                       | 48    |       |
| 6. Juli  | Anna Gonzaga                    | französische Adlige                       |       |       |
| 23. Juli | Johann Albrecht Kreß            | deutscher Komponist und Kapellmeister     |       |       |
| 26. Juli | Elena Lucrezia Cornaro Piscopia | italienische Philosophin                  | 38    |       |
| Juli     | George Downing                  | englischer Soldat, Diplomat und Politiker |       |       |

## August
| Tag        | Name                | Beruf, bekannt als                            | Alter | Beleg |
| ---------- | ------------------- | --------------------------------------------- | ----- | ----- |
| 2. August  | Jan van den Hecke I | flämischer Maler                              |       |       |
| 9. August  | Centurio Wiebel     | kursächsischer Maler                          | 68    |       |
| 10. August | Kara Mehmed Pascha  | osmanischer Botschafter und Wesir             |       |       |
| 12. August | Nicola Amati        | italienischer Geigenbauer                     | 87    |       |
| 16. August | Johannes Vultejus   | hessischer Kanzler                            | 79    |       |
| 19. August | Christian Richter   | deutscher Architekt und Baumeister des Barock |       |       |

## September
| Tag           | Name                                  | Beruf, bekannt als                                                                          | Alter | Beleg |
| ------------- | ------------------------------------- | ------------------------------------------------------------------------------------------- | ----- | ----- |
| 1. September  | Daniel Lipstorp                       | deutscher Jurist, Astronom und Gelehrter                                                    | 53    |       |
| 4. September  | Christian von Stökken                 | deutscher Schriftsteller                                                                    | 51    |       |
| 4. September  | Rasmus Vinding                        | dänischer Gelehrter                                                                         | 69    |       |
| 5. September  | Konrad Wilhelm von Wernau             | Fürstbischof von Würzburg                                                                   | 46    |       |
| 9. September  | Johann Caspar von Ampringen           | Hochmeister des Deutschen Ordens, Herzog von Freudenthal, Oberlandeshauptmann von Schlesien | 65    |       |
| 9. September  | Jakob Thomasius                       | deutscher Pädagoge, Philologe und Philosoph                                                 | 62    |       |
| 11. September | Christian                             | Graf von Ortenburg, Statthalter der Oberpfalz                                               | 67    |       |
| 12. September | Johann Rosenmüller                    | deutscher Komponist                                                                         |       |       |
| 19. September | Friedrich August von Sachsen-Eisenach | Erbprinz von Sachsen-Eisenach und kurbayerischer Oberst                                     | 20    |       |
| 24. September | Cristóbal Galán                       | spanischer Komponist des Barock                                                             |       |       |

## Oktober
| Tag         | Name                        | Beruf, bekannt als                                                                           | Alter | Beleg |
| ----------- | --------------------------- | -------------------------------------------------------------------------------------------- | ----- | ----- |
| 1. Oktober  | Pierre Corneille            | Dramatiker, Autor                                                                            | 78    |       |
| 3. Oktober  | Francesco Albizzi           | italienischer Jurist, Diplomat und katholischer Geistlicher; Hexenverfolger                  |       |       |
| 6. Oktober  | Ignaz Weinhart              | österreichischer Sammler und Gründer einer Wunderkammer                                      | 67    |       |
| 7. Oktober  | Hotta Masatoshi             | japanischer Daimyō und Tairo                                                                 | 50    |       |
| 9. Oktober  | Johann Conrad Rockenbauch   | Bürgermeister von Heilbronn                                                                  | 45    |       |
| 12. Oktober | William Croone              | britischer Arzt                                                                              | 51    |       |
| 15. Oktober | Géraud de Cordemoy          | französischer Philosoph                                                                      | 58    |       |
| 15. Oktober | Julius Siegmund             | Herzog von Württemberg-Juliusburg                                                            | 31    |       |
| 15. Oktober | Balthasar Stolberg          | deutscher Philologe                                                                          | 44    |       |
| 15. Oktober | Alexander von Wiltheim      | luxemburgischer Humanist und Jesuit                                                          | 80    |       |
| 22. Oktober | Carlo Lurago                | italienischer Architekt                                                                      |       |       |
| 24. Oktober | Maria Elisabeth von Sachsen | Herzogin von Schleswig-Holstein-Gottorf                                                      | 73    |       |
| 25. Oktober | Dud Dudley                  | britischer Metallurg und Unternehmer sowie Pionier der Eisenverhüttung mit Steinkohle (Koks) |       |       |
| 28. Oktober | Franz Isidor Carlone        | österreichischer Architekt                                                                   | 65    |       |
| 29. Oktober | François Pallu              | französischer römisch-katholischer Bischof und Missionar                                     |       |       |
| 30. Oktober | Albert Gerling              | Bürgermeister in Brilon                                                                      |       |       |

## November
| Tag         | Name             | Beruf, bekannt als  | Alter | Beleg |
| ----------- | ---------------- | ------------------- | ----- | ----- |
| 3. November | Jeremias Lossius | deutscher Mediziner | 41    |       |

## Dezember
| Tag          | Name              | Beruf, bekannt als                                                                | Alter | Beleg |
| ------------ | ----------------- | --------------------------------------------------------------------------------- | ----- | ----- |
| 4. Dezember  | Adolph von Goetze | kurbrandenburger Generalleutnant der Infanterie und zuletzt Gouverneur von Berlin |       |       |
| 9. Dezember  | Johann Hemeling   | niedersächsischer Schreib- und Rechenmeister                                      |       |       |
| 13. Dezember | Thomas Mansel     | walisischer Politiker                                                             |       |       |
| 29. Dezember | Antoine Gombaud   | französischer Edelmann und Spieler                                                |       |       |

## Datum unbekannt
| Tag            | Name                      | Beruf, bekannt als                                                                                      | Alter | Beleg |
| -------------- | ------------------------- | --- | ----- | ----- |
| Januar/Februar | Pieter van Abeele         | niederländischer Stempelschneider                                                                       |       |       |
|                | Isidoro Affaitati         | italienisch-polnischer Architekt                                                                        |       |       |
|                | Wolf Albrecht Anckelmann  | deutscher evangelischer Domdechant                                                                      |       |       |
|                | Jakob Bölsche             | deutscher Organist und Komponist                                                                        |       |       |
|                | Pierre de Carcavi         | französischer Mathematiker und Bibliothekar                                                             |       |       |
|                | Claude Clerselier         | französischer Philosoph                                                                                 |       |       |
|                | Berend Cornelissen        | niederländischer Tischler und Bildschnitzer                                                             |       |       |
|                | Johannes Gamans           | deutscher Historiker und Jesuit                                                                         |       |       |
|                | Peter Rüdiger von Kleist  | pommerscher Landrat                                                                                     |       |       |
|                | Stephan von Lentke        | Bürgermeister von Magdeburg                                                                             |       |       |
|                | Johann Leyser             | deutscher lutherischer Theologe                                                                         |       |       |
|                | Thomas Lynch              | Gouverneur von Jamaika                                                                                  |       |       |
|                | Mu-an                     | chinesischer Mönch, einer der drei chinesischen Gründungsväter der japanischen Ōbaku-shū und Kalligraph |       |       |
|                | Johann Christian Orschall | deutscher Metallurge und Alchemist                                                                      |       |       |
|                | Krzysztof Zygmunt Pac     | Kanzler des Großfürstentums Litauen                                                                     |       |       |
|                | Joachim Richborn          | deutscher Orgelbaumeister                                                                               |       |       |
|                | Johann Heinrich Schönfeld | deutscher Barockmaler                                                                                   |       |       |
|                | Andrew Yarranton          | englischer Unternehmer                                                                                  |       |       |